# Bielorrusia en el Festival de la Canción de Eurovisión Junior
Bielorrusia fue uno de los países fundadores que debutó en el I Festival de Eurovisión Junior en 2003.
Ha ganado en dos ocasiones. La primera fue con Ksenia Sitnik en 2005 en Hasselt, con 149 puntos, después de una reñida votación con España. La segunda ocasión fue con Alexey Zhigalkovich, quien ganó con 137 puntos en Róterdam, que al igual que la ocasión anterior, tuvo una reñida votación con Armenia, las máximas favoritas de la edición.
Hasta el festival del 2020 era uno de los dos países de los 16 fundadores que han participado en todas las ediciones del festival, junto con Países Bajos, debido a que en el año 2021 la cadena BTRC fue suspendida por ciertas acciones que fueron contra las reglas del Festival adulto de dicho año, por poner en riesgo la libertad de expresión en ese país y por comentarios homófobos hacia el mismo festival adulto.
Su puntuación media hasta 2020 y posterior suspensión indefinida por parte de la UER es de 102,61 puntos.

## Participación
| 2003                           | Copenhague  | Volha Satsiuk          | «Tantsui»              | 4  | 103 |
| 2004                           | Lillehammer | Yahor Vauchok          | «Spjavajce sa mnoj»    | 14 | 9   |
| 2005                           | Hasselt     | Ksenia Sitnik          | «My vmeste»            | 1  | 149 |
| 2006                           | Bucarest    | Andrey Kunets          | «Novyy den’»           | 2  | 129 |
| 2007                           | Rótterdam   | Alexey Zhigalkovich    | «S druz'yami»          | 1  | 137 |
| 2008                           | Limassol    | Dasha, Alina, & Karina | «Sertse belarusi»      | 6  | 86  |
| 2009                           | Kiev        | Yuriy Demidovich       | «Volshebniy krolik»    | 9  | 48  |
| 2010                           | Minsk       | Daniil Kozlov          | «Muzyki Svet»          | 5  | 85  |
| 2011                           | Ereván      | Lidiya Zablotskaya     | «Angely dobra»         | 3  | 99  |
| 2012                           | Ámsterdam   | Egor Zheshko           | «A more-more»          | 9  | 56  |
| 2013                           | Kiev        | Ilya Volkov            | «Poy so mnoi»          | 3  | 108 |
| 2014                           | Marsa       | Nadezhda Misyakova     | «Sokal»                | 7  | 71  |
| 2015                           | Sofía       | Ruslan Aslanov         | «Volshebstvo»          | 4  | 105 |
| 2016                           | La Valeta   | Alexander Minyonok     | «Music is my only way» | 7  | 177 |
| 2017                           | Tiflis      | Helena Meraai          | «I am the one»         | 5  | 149 |
| 2018                           | Minsk       | Daniel Yastremski      | «Time»                 | 11 | 114 |
| 2019                           | Gliwice     | Elizaveta Misnikova    | «Pepelny»              | 11 | 92  |
| 2020                           | Varsovia    | Arina Pehtereva        | «Aliens»               | 5  | 130 |
| No participó entre 2021 y 2024 |             |                        |                        |    |     |

## Festivales organizados en Bielorrusia
| Edición                                          | Ciudad sede | Localización | Presentandores                                       |
| ------------------------------------------------ | ----------- | ------------ | ---------------------------------------------------- |
| Festival de la Canción de Eurovisión Junior 2010 | Minsk       | Minsk Arena  | Leila Ismailava y Dennis Kourian                     |
| Festival de la Canción de Eurovisión Junior 2018 | Minsk       | Minsk Arena  | Helena Meraai, Zinaida Kupriyanovich y Eugene Perlin |

## Votaciones
Bielorrusia ha dado más puntos a...
| N.º | País                | Pts |
| --- | ------------------- | --- |
| 1   | Rusia               | 141 |
| 2   | Armenia             | 93  |
| 3   | Ucrania             | 92  |
| 4   | Georgia             | 81  |
| 5   | Malta               | 76  |
| 6   | Países Bajos        | 55  |
| 7   | España              | 44  |
| 8   | Macedonia del Norte | 36  |
| 9   | Suecia              | 35  |
| 10  | Francia             | 32  |

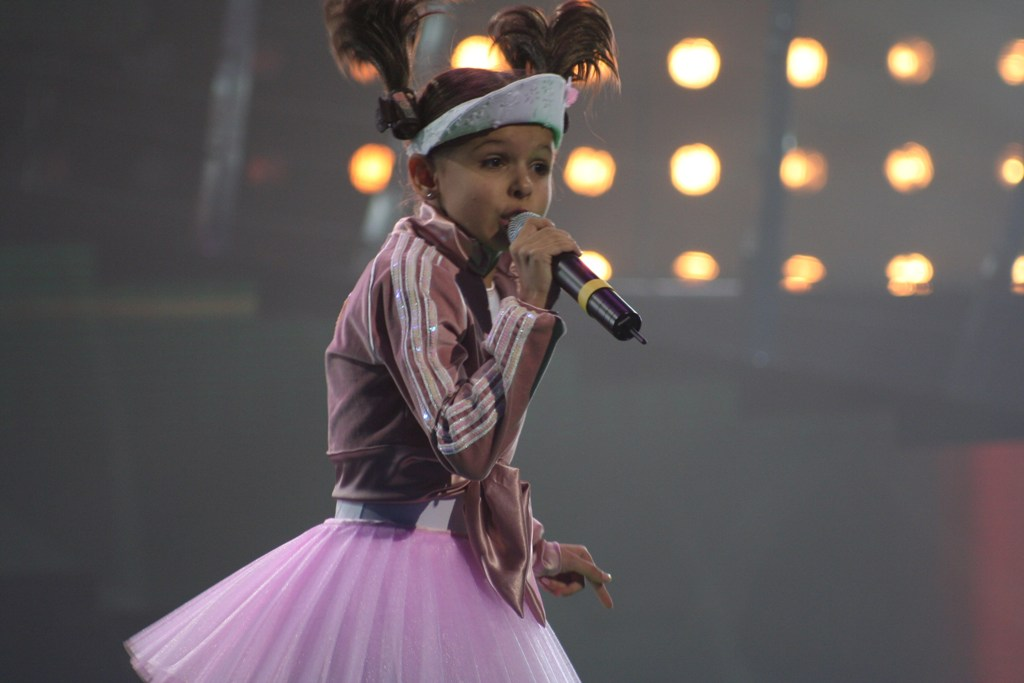
Ksenia Sitnik en Hasselt donde ganó con My Vmeste in 2005

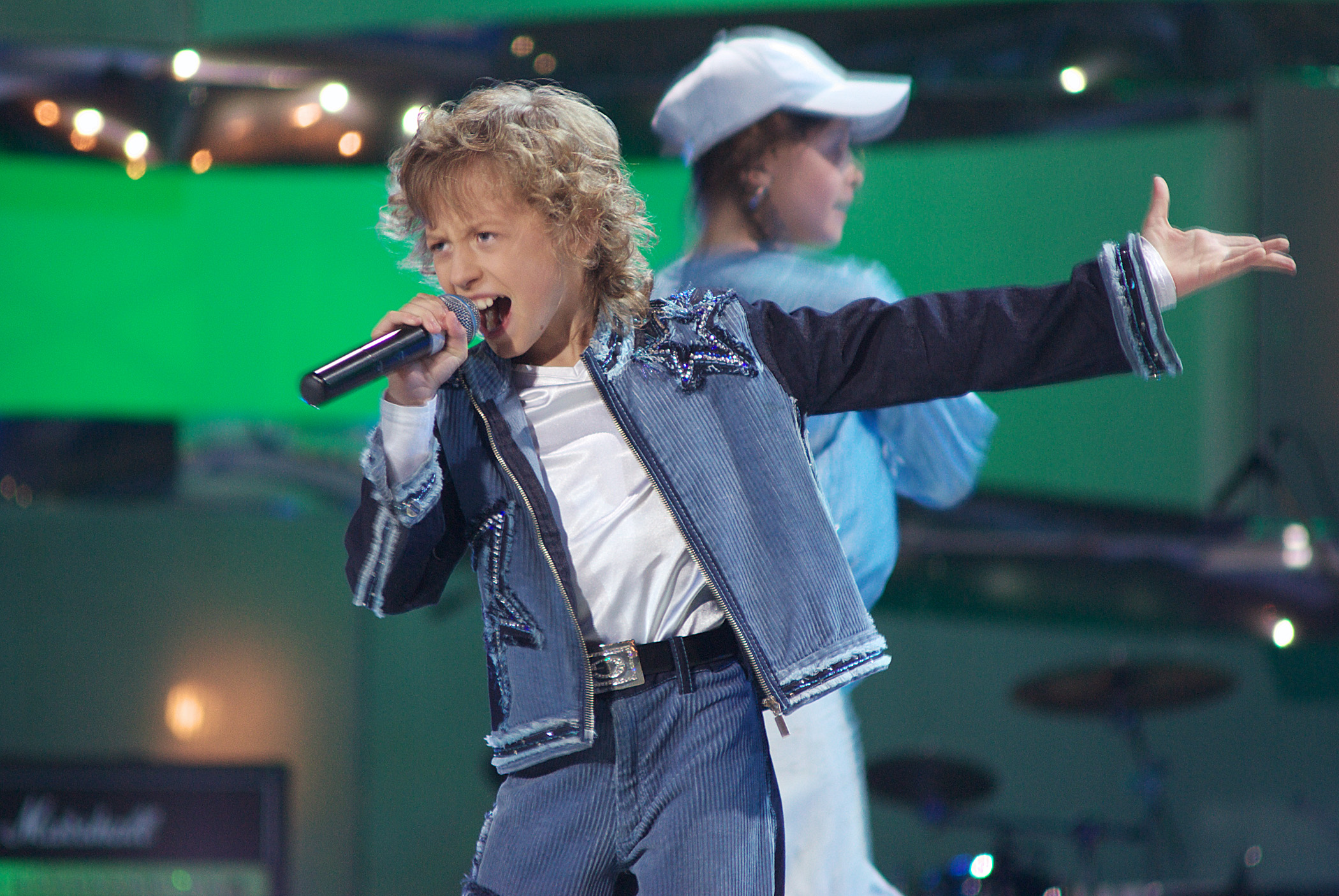
Andrej Kuniec en Bucarest (2006)

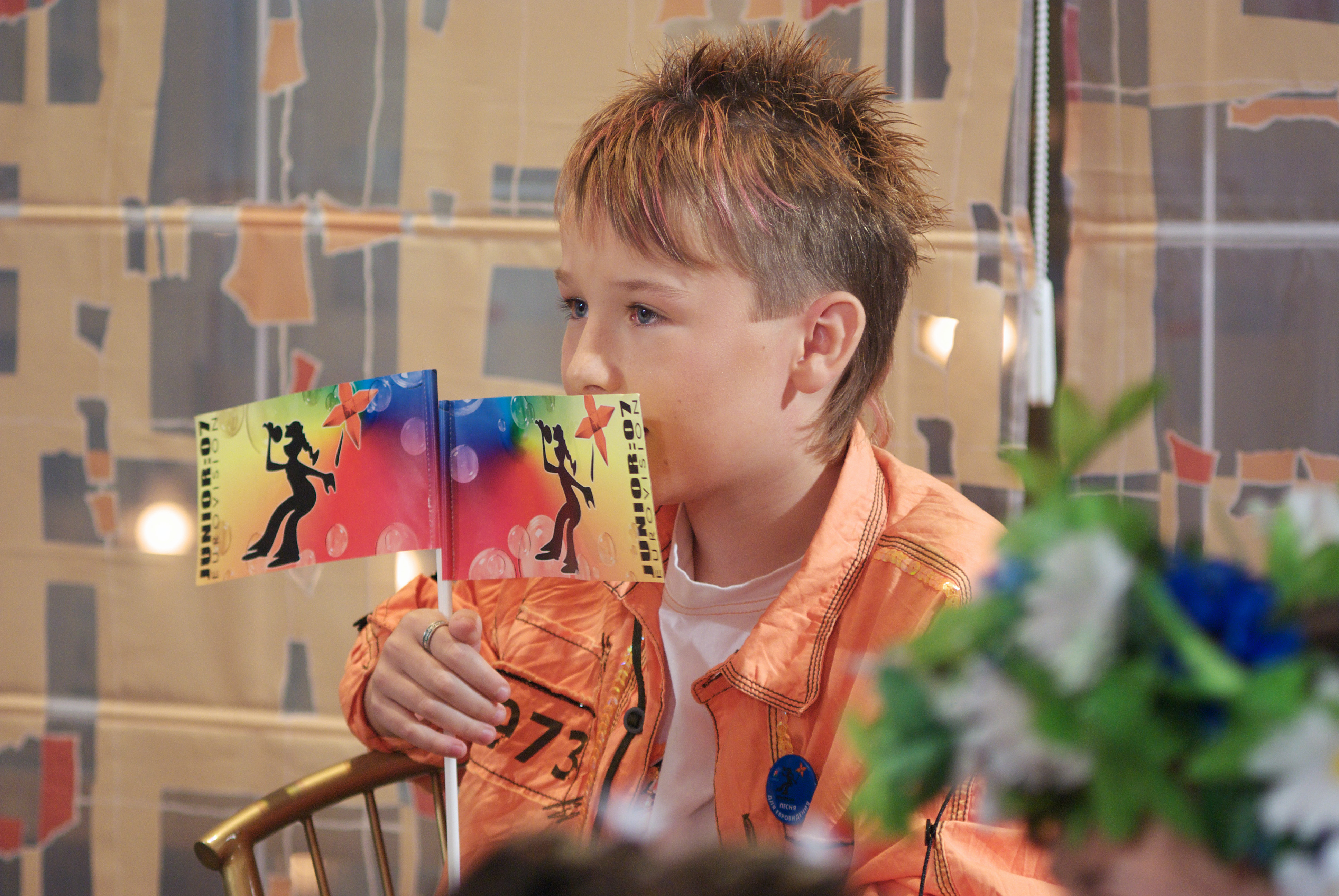
Alixeiej Zhygalkovicz en Róterdam donde ganó con "S druz'yami"(2007)

Bielorrusia ha recibido más puntos de...
| N.º | País                | Pts |
| --- | ------------------- | --- |
| 1   | Rusia               | 132 |
| 2   | Malta               | 109 |
| 3   | Ucrania             | 89  |
| 4   | Armenia             | 85  |
| 5   | Países Bajos        | 77  |
| 6   | Macedonia del Norte | 70  |
| 7   | Georgia             | 69  |
| 8   | Serbia              | 45  |
| 8   | Suecia              | 45  |
| 9   | Portugal            | 44  |
| 10  | Rumania             | 43  |

## 12 Puntos
- Bielorrusia ha dado 12 puntos a: